# Japanisch-Deutsche Gesellschaft Tokyo
Die Japanisch-Deutsche Gesellschaft e. V. in Tokio ist die größte der über 50 japanisch-deutschen Gesellschaften in Japan. Sie hat etwa 800 Mitglieder (Stand: März 2017). Hauptanliegen der Gesellschaften ist es, die deutsche Kultur und Sprache in Tokio zu pflegen und die Beziehungen zwischen beiden Ländern zu fördern.
Beispiele für Aktivitäten sind der Mitgliederstammtisch, Stammtisch für junge Japaner und Deutsche, Deutschkurse, Japanischkurs, Deutsch Kochen, Glühweinseminar, Weinprobe, Weihnachtsfeier, Wiederentdecken japanischer Kultur, Ikebana, Kimono, Besuch des Katastrophenpräventionszentrums, Besuch eines Sumobeyas, Organisation des Verbandstreffens der JDGs in Japan, Deutschlandreise, Mitglieder-Zeitschrift, Veranstaltungskalender (Veranstaltungen mit Deutschlandbezug in Tokyo), Buchpublikationen, JDG-Jugendtreffen. Dabei arbeitet der Verein mit der Deutschen Botschaft in Tokio, Kopra, dem DAAD, dem Goethe-Institut, der OAG zusammen.

## Geschichte
Am 30. Oktober 1911 wurde der damalige Verein Japanisch-Deutsche Gesellschaft (日獨協會, Nichidoku Kyōkai) unter Vorsitz des Prinzen Kuni Kuniyoshi (1873–1929) gegründet. Dieser wurde Schirmherr der Gesellschaft. Weitere Vorstandsmitglieder waren als stellvertretende Schirmherren Fürst Katsura Tarō (General und Premierminister Japans a. D.), als Präsident Aoki Shūzō (Geheimer Staatsrat und Außenminister a. D.), als Geschäftsführer Nagai Nagayoshi und als Ehrenpräsident Arthur Graf von Rex (deutscher Botschafter).
Im August 1914 wurden alle deutschen Mitglieder ausgeschlossen und alle Aktivitäten ausgesetzt. 1926 wurden die Aktivitäten nun als Stiftung mit Gotō Shimpei als Präsidenten, Nagai Nagayoshi als Vizepräsidenten und Irisawa Tatsukichi als Geschäftsführer wiederaufgenommen.
Am 18. Juni 1927 wurde das Japanisch-Deutsche Kulturinstitut in Japan gegründet als Gegenstück Japaninstituts in Berlin 1926. Das Institut ist unabhängig von der JDG, unterhält aber enge Beziehungen zu diesem. 1945 wurden beide aufgelöst.
Am 22. Juli 1952 erfolgte die Neugründung der JDG Tokyo mit Mitgliedern der Vorkriegs-JDG, des Japanisch-Deutschen Kulturinstituts Tokyo und anderen. 16. Dezember 1953 wurde sie als rechtsfähige Stiftung (財団法人, zaidanhōjin) anerkannt.
1988 wurde Verband Japanisch-Deutscher Gesellschaften (VJDG) mit der JDG Tokyo als vorsitzender Gesellschaft gegründet.
| Zeit         | Name                |                                                                              |
| ------------ | ------------------- | ---------------------------------------------------------------------------- |
| Juli 1952 –  | Mushanokōji Kintomo | Botschafter in Deutschland a. D.                                             |
| April 1955 – | Takahashi Ryūtarō   | Industrie- und Handelsminister a. D.                                         |
| Juli 1965 –  | Mitsui Takaharu     | ehemaliger Präsident der Mitsui-Reederei; Präsident der Sapporo Beer Brewery |
| Mai 1984 –   | Ueda Tsuneaki       | Botschafter in Deutschland a. D.                                             |
| März 1987 –  | Maruta Yoshio       | ehemaliger Präsident von Kaō                                                 |
| April 1995 – | Higuchi Hirotarō    | Präsident von Asahi Breweries; Stellvertretender Präsident des Keidanren     |
| Juni 2003 –  | Komori Shigetaka    | Präsident von Fujifilm Holdings AG und von Fujifilm AG                       |